# Isla Brasilera
Die Isla Brasilera (portugiesische Bezeichnung: Ilha Brasileira) ist eine Flussinsel in Südamerika.

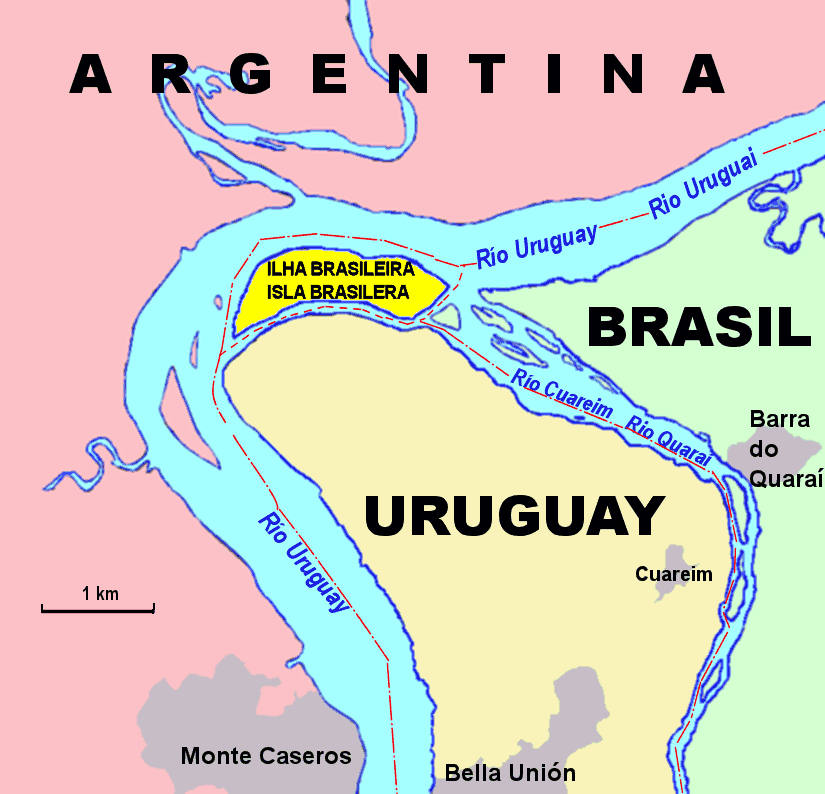
Lage

Die Insel liegt im Gebiet des Zusammenflusses des Río Uruguay und des Río Cuareim am Dreiländereck der Staaten Brasilien, Uruguay und Argentinien, nördlich der Stadt Bella Unión. 
Die Insel ist Gegenstand bislang ungelöster Grenzstreitigkeiten zwischen Uruguay und Brasilien. Aus brasilianischer Sicht gehört die Insel zur Gemeinde (municipio) Barra do Quaraí, der westlichsten Gemeinde des Bundesstaates Rio Grande do Sul. Aus uruguayischer Sicht gehört sie zur Stadt Bella Unión (Ortsteil Franquia) im Departamento Artigas, dem nördlichsten Verwaltungsbezirk Uruguays.
Zwischen 1964 und 2011 gab es auf der Insel nur ein Haus und einen brasilianischen Bauern namens José Jorge Daniel mit seiner Familie, die einen Bauernhof betrieb. Daniel war ein ehemaliger Angestellter einer der Farmen des 24. Präsidenten Brasiliens, João Goulart. Er beschloss, auf der Insel zu leben, nachdem der Präsident 1964 von seinem Amt abgesetzt worden war. Kurz vor seinem Tod 2011 verließ José Daniel den Ort aufgrund seines Gesundheitszustands und wurde im Haus seiner Tochter in Uruguaiana behandelt. „Seu Zeca - der Wächter der brasilianischen Insel“, wie er genannt wurde, war der letzte Bewohner der Insel. An der Stelle, an der einst das Haus von José Jorge Daniel stand, wurde ein 5 Meter hohes Kreuz aus Eukalyptusholz aufgestellt.